# 高橋ロジャー和久
高橋ロジャー和久（たかはし ロジャーかずひさ、1961年9月12日 - ）は、日本のドラマー。大阪市福島区出身。愛称の「ロジャー」は自身が敬愛するクイーンのロジャー・テイラーから。

## 略歴
1982年ゼファー在籍時に高崎晃の誘いでソロアルバム「ジャガーの牙」に参加。関西ヘヴィメタルブームの折、1983年にX-RAYでメジャー・デビューを果たす。1991年にレジスタンスのメンバーとして再デビュー。その後、野村義男、石田長生、Char、横道坊主、al.ni.co、人見元基、宮原学、ポルノグラフィティ、音屋吉右衛門など数々のセッションを重ねる。ジャンルの枠を越えた自由な発想のドラミングで多くの人から支持を得ている。また、東京スクールオブミュージック専門学校にてセッションドラムの授業で指導にもあたっている。趣味は、登山。現在参加中のバンドは、THE SONS、山田晃士&流浪の朝謡、The MANJIなど。

## 作品
The MANJI
アルバム
- 卍（2008年）
- puzzle（2009年）
- TRIPLED（2017年）